# Lago di Zugo
Il lago di Zugo (in tedesco Zugersee, in francese lac de Zoug) è situato in Svizzera al nord del lago dei Quattro Cantoni.

## Descrizione
Ha una superficie di 39 km², una profondità massima di 200 metri, un'altezza di 413 metri s.l.m.
Per la maggior sua parte si trova nel Canton Zugo; la parte sud si trova nel Canton Svitto e una piccola parte nel Canton Lucerna. La città di Zugo, da cui prende il nome, si trova sulla riva del lago.
Numerose specie di pesci sono presenti nel lago; esso si distingue per la presenza di una specie endemica di trota (Salmo salvelinus, chiamata localmente Rolheli). A causa dell'impatto dell'agricoltura, il lago di Zugo è considerato come uno dei meno puliti della Svizzera.

## Comuni sul lago
Il comuni e le località che si affacciano sul lago sono: Zugo, Oberwil, Walchwil, Arth, Immensee, Buonas, Risch, Cham.